# Елдер Феррейра
Елдер Феррейра (порт. Hélder Ferreira, нар. 5 квітня 1997, Фафе) — португальський футболіст, нападник вірменського клубу «Ноах». Виступав також за низку європейських клубів. Чемпіон Вірменії та володар Кубка Вірменії.

## Клубна кар'єра
Елдер Феррейра народився 1997 року в місті Фафе. Розпочав займатися футболом у юнацькій команді клубу «Фафе», пізніше грав за юнацькі команди клубів «Віторія» (Гімарайнш) та «Бенфіка». У 2015 році Феррейра розпочав грати за другу команду клубу «Віторія», а з 2017 року грав і в першій команді клубу. У 2019 році нападник перейшов до клубу «Пасуш ді Феррейра», в якому грав до 2022 року.
2022 року Феррейра уклав контракт із кіпрським клубом «Анортосіс», у складі якого грав до 2024 року. З 2024 року португальський нападник грає у складі вірменського клубу «Ноах». у складі команди Феррейра в сезоні 2024—2024 років став чемпіоном Вірменії та володарем Кубка Вірменії.

## Виступи за збірні
У 2014 році Елдер Феррейра дебютував у складі юнацької збірної Португалії, загалом на юнацькому рівні взяв участь у 12 іграх, відзначившись 2 забитими голами.

## Титули і досягнення
- Чемпіон Вірменії (1):

«Ноах»: 2024–2025
- Володар Кубка Вірменії (1):

«Ноах»: 2024–2025